# Шиманський Лонгин
Лонгин Шиманський (псевдо: «Остюк», «Крига», «Гармаш») (1921, м. Борщів, Тернопільська область — 25 травня 1944, м. Львів) — обласний військовий референт юнацтва ОУН Тернопільщини, політвиховник старшинської школи УПА «Олені».

## Життєпис
Народився 1921 року в місті Борщові на Тернопільщині.
Протягом 1942–1943 років обіймав посаду окружного, а згодом обласного військового референта Юнацтва ОУН Тернопільщини.
Залучив до роботи у підпіллі Марту Пашківську.
З кінця 1943 року член Крайового проводу Юнацтва ОУН ЗУЗ та референт військової підготовки.
В лютому 1944 року призначений політвиховником старшинської школи УПА «Олені».
4 березня 1944 при виході зі Львова важко поранений у перестрілці з німецькою жандармерією, заарештований гестапо, а 25 травня розстріляний.

## Нагороди
- У квітні 1945 посмертно відзначений Бронзовим Хрестом Заслуги — за видатні заслуги для національно-визвольної боротьби Українського народу проти окупантів.